# Maclodio
Maclodio är en ort och kommun i provinsen Brescia i regionen Lombardiet i Italien. Kommunen hade 1 472 invånare (2018).